# Kapilavastu

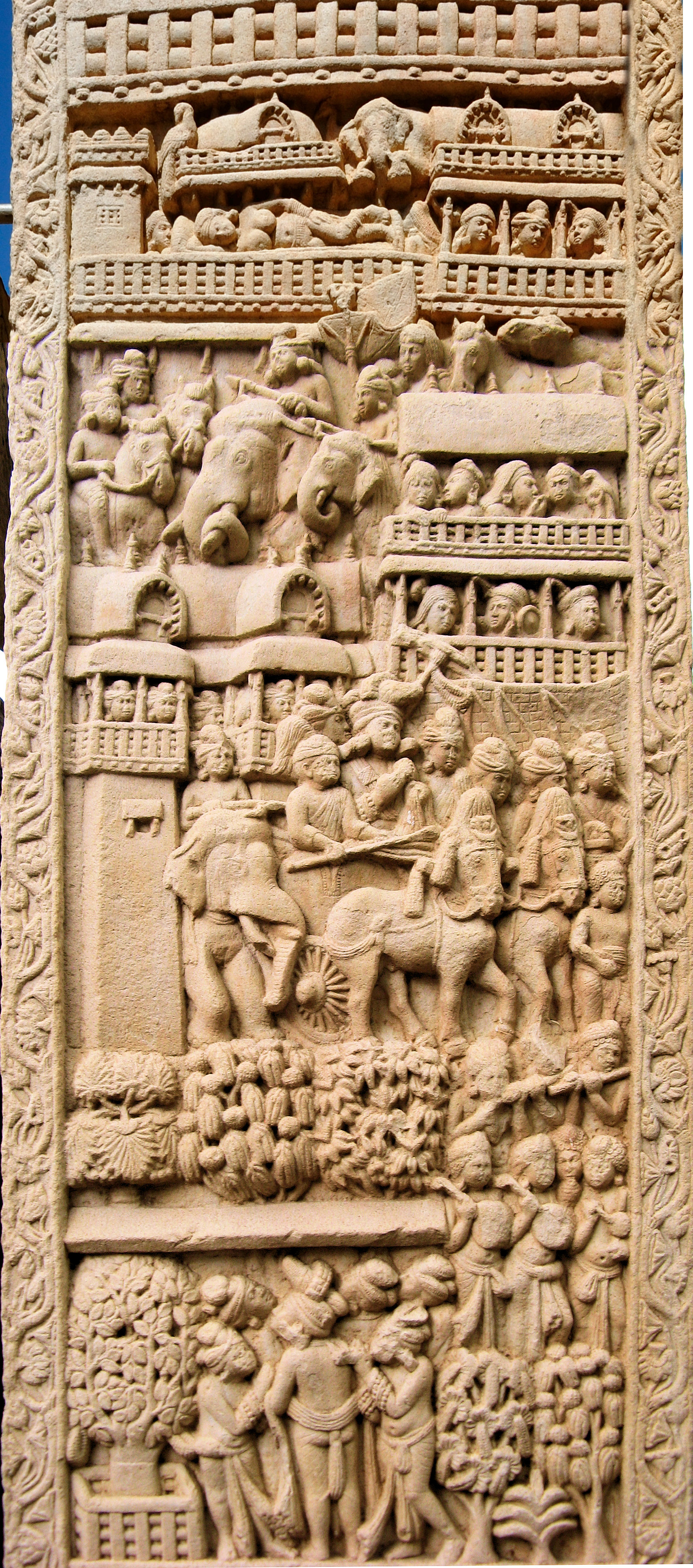
Procesión de rey Suddhodana desde Kapilavastu, procediendo a reunirse con su hijo, el Buda caminando en el aire (la cabeza levantada en el fondo del tablero), y para darle un árbol Banyan (esquina izquierda inferior). El sueño de Maya en la parte superior del tablero es un marcador seguro de Kapilavastu. Sanchi.

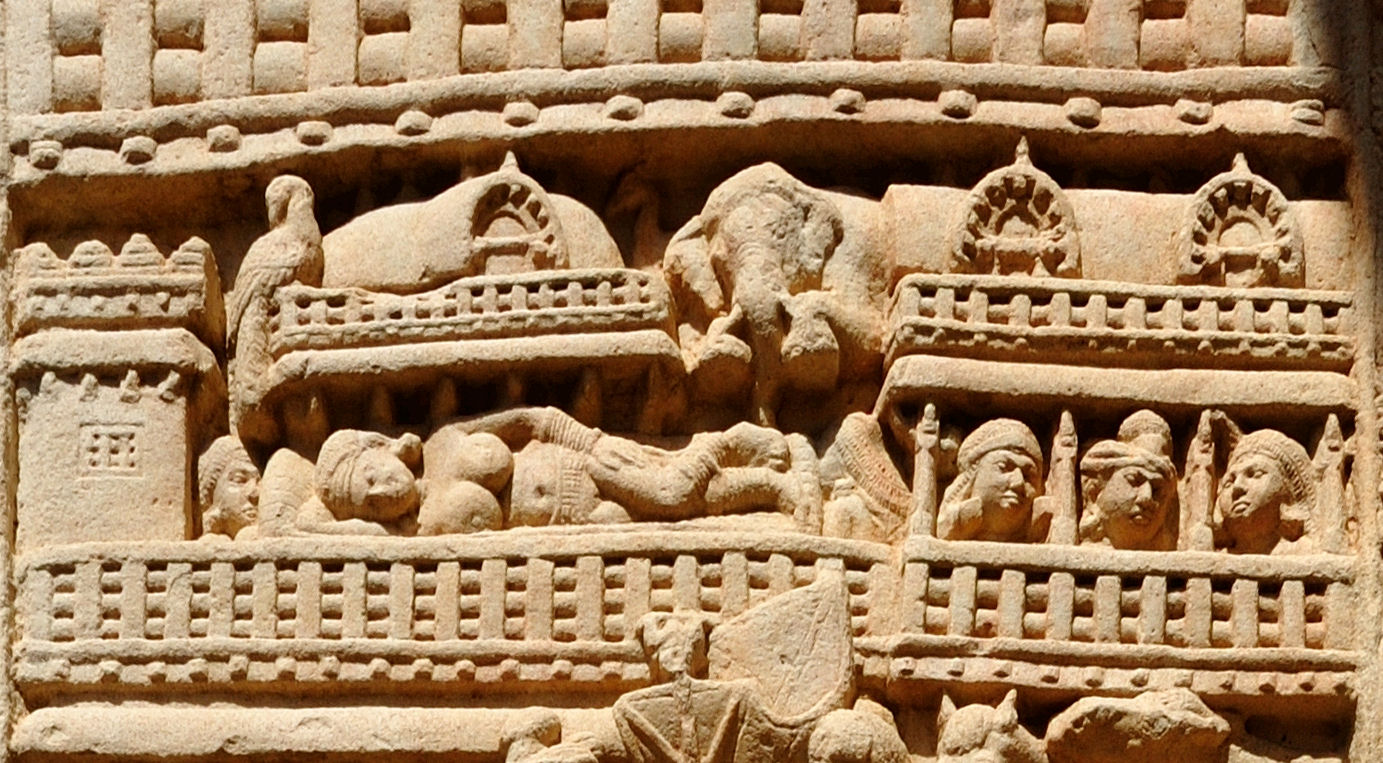
El sueño de Maya de un elefante durante su concepción del Buda, un identificador de la ciudad de Kapilavastu.

Kapilavastu fue una antigua ciudad, que fue la capital de los Sakia. Se cree que el rey Śuddhodana y la reina Maya habían vivido en Kapilavastu, como lo hizo su hijo, el príncipe Siddartha Gautama hasta que dejó el palacio a la edad de 29 años. Los textos budistas como el Canon Pali, afirman que Kapilavastu fue el hogar de Buda Gautama durante su infancia, debido a que era la capital de los Sakias, el cual era gobernado por su padre. Buda vivió en aquella ciudad durante sus primeros 29 años.
El hallazgo del sitio histórico de Kapilavastu durante el siglo XIX, fueron realizadas con la ayuda de los escritos de Fa Xian y más tarde por Xuanzang, quienes eran monjes budistas chinos que hicieron peregrinaciones iniciales en el sitio. Algunos arqueólogos han identificado a la actual Tilaurakot, Nepal, mientras que otros han identificado a la actual Piprahwa, India como la ubicación del sitio histórico de Kapilavastu, la sede del gobierno de Sakia que habría cubierto la región. Ambos sitios contienen ruinas arqueológicas.